# Kije (Lubusz)
Pour les articles homonymes, voir Kije.
Kije (prononciation : [ˈkijɛ]) est un village polonais de la gmina de Sulechów dans le powiat de Zielona Góra de la voïvodie de Lubusz dans l'ouest de la Pologne.
Il se situe à environ 6 kilomètres à l'ouest de Sulechów (siège de la gmina) et 18 kilomètres au nord de Zielona Góra (siège du powiat et de la diétine régionale).

## Histoire
Le nom allemand du village était Kay.
Pendant la guerre de Sept Ans, le 23 juillet 1759, il a été le site de la bataille de Kay, où les forces de l'armée prussienne sous les ordres du lieutenant-général Carl Heinrich von Wedel se sont battus contre l'armée impériale russe dirigée par Piotr Saltykov.
Après la Seconde Guerre mondiale, avec les conséquences de la Conférence de Potsdam et la mise en œuvre de la ligne Oder-Neisse, le village est intégré à la République populaire de Pologne. La population d'origine allemande est expulsée et remplacée par des polonais.
De 1975 à 1998, le village appartenait administrativement à la voïvodie de Zielona Góra.

Depuis 1999, il appartient administrativement à la voïvodie de Lubusz.